# Harry Shannon
Pour les personnes ayant le même patronyme, voir Shannon.
Harry Shannon est un acteur américain, né Henry T. Shannon à Saginaw (Michigan, États-Unis) le 13 juin 1890, mort à Hollywood (Californie, États-Unis) le 27 juillet 1964.

## Biographie
Au théâtre, Harry Shannon débute en 1926 à Broadway (New York), avec la création de la comédie musicale Oh, Kay ! de George et Ira Gershwin, aux côtés de Gertrude Lawrence et Victor Moore. Jusqu'en 1939, sur les planches new-yorkaises, il joue dans cinq autres comédies musicales (dont Pardon My English (en) en 1933, également des frères Gershwin) et trois pièces (la dernière en 1939, Mrs. O'Brien Entertains, avec la jeune Gene Tierney).
Au cinéma, il contribue à cent-quarante-huit films américains de genres divers, entre 1929 (dans des courts métrages) et 1962 (dans le film musical Gypsy, Vénus de Broadway (Gypsy), avec Rosalind Russell et Natalie Wood). En particulier, il collabore à trois films d'Orson Welles — Citizen Kane en 1941, La Dame de Shanghai en 1947 et La Soif du mal en 1958 —, ainsi qu'à de nombreux westerns, dont Le train sifflera trois fois en 1952 (avec Gary Cooper et Grace Kelly) et Les Implacables en 1955 (avec Clark Gable et Jane Russell).
À la télévision, de 1951 à 1963, Harry Shannon apparaît dans cinquante-deux séries, notamment plusieurs du genre western (voir la filmographie sélective ci-après).

## Théâtre (à Broadway)
Comédies musicales
- 1926-1927 : Oh, Kay !, musique de George Gershwin, lyrics d'Ira Gershwin, livret de Guy Bolton et Pelham Grenville Wodehouse, d'après la pièce La Présidente (Madam President) de Pierre Veber et Maurice Hennequin, avec Gertrude Lawrence, Victor Moore, Madeline et Marion Fairbanks
- 1928-1929 : Hold Everything, musique de Ray Henderson, lyrics de Lew Brown et Buddy DeSylva, livret de John McGowan et Buddy DeSylva, avec Bert Lahr, Victor Moore, Ona Munson (adaptée au cinéma en 1930)
- 1930 : Janica, musique de Joseph Meyer, lyrics de William Moll, livret de Dorothy Heyward et Moss Hart
- 1931 : Simple Simon, musique de Richard Rodgers, lyrics de Lorenz Hart, livret de Guy Bolton et Ed Wynn
- 1931 : Free for All, musique de Richard A. Whiting, lyrics et mise en scène d'Oscar Hammerstein II, livret de Laurence Schwab et Oscar Hammerstein II, avec Lilian Bond
- 1933 : Pardon My English, musique de George Gershwin, lyrics d'Ira Gershwin, livret d'Herbert Fields, orchestrations de Robert Russell Bennett, William Daly et Adolph Deutsch

Pièces
- 1933 : Under Glass d'Eva Kay Flint et George Bradshaw, avec Robert Keith
- 1938 : Washington Jitters de John Boruff et Walter Hart, d'après un roman de Dalton Trumbo, avec Will Geer
- 1939 : Mrs. O'Brien Entertains d'Harry Madden, mise en scène de George Abbott, avec Gene Tierney

## Filmographie partielle

### Au cinéma
- 1930 : Heads Up de Victor Schertzinger
- 1932 : The Campus Mystery de Joseph Henabery (court métrage)
- 1934 : Smoked Hams de Lloyd French
- 1937 : Alibi Mark de Joseph Henabery
- 1940 : La Jeunesse d'Edison (Young Tom Edison) de Norman Taurog
- 1940 : Too Many Girls de George Abbott
- 1940 : Poings de fer, cœur d'or (Sailor's Lady) d'Allan Dwan
- 1941 : Citizen Kane d'Orson Welles
- 1942 : Tueur à gages (This Gun for Hire) de Frank Tuttle
- 1942 : Madame veut un bébé (The Lady is Willing) de Mitchell Leisen
- 1942 : Sacramento (In Old California) de William C. McGann
- 1942 : The Falcon takes Over d'Irving Reis
- 1942 : Lune de miel mouvementée (Once upon a Honeymoon) de Leo McCarey
- 1943 : La Dame aux cheveux blancs (Someone to Remember) de Robert Siodmak
- 1943 : Pris sur le vif (True to Life) de George Marshall
- 1943 : La Ruée sanglante (In Old Oklahoma) d'Albert S. Rogell
- 1943 : Idaho (en) de Joseph Kane
- 1943 : L'Irrésistible Miss Kay (The Powers Girl) de Norman Z. McLeod
- 1944 : J'avais cinq fils (The Sullivans) de Lloyd Bacon
- 1944 : Le Fantôme de la Momie (The Mummy's Ghost) de Reginald Le Borg
- 1944 : Quand les lumières reviendront (When the Lights go on Again) de William K. Howard
- 1945 : Capitaine Eddie (Captain Eddie) de Lloyd Bacon
- 1945 : L'Orgueil des marines (Pride of the Marines) de Delmer Daves
- 1946 : Night Editor d'Henry Levin
- 1946 : Le Passage du canyon (Canyon Passage) de Jacques Tourneur
- 1946 : Le Roman d'Al Jolson (The Jolson Story) d'Alfred E. Green
- 1947 : La Dame de Shanghai (The Lady from Shanghai) d'Orson Welles
- 1947 : La Maison rouge (The Red House) de Delmer Daves
- 1947 : L'Amant sans visage (Nora Prentiss) de Vincent Sherman
- 1947 : Ma femme est un grand homme (The Farmer's Daughter) d'Henry C. Potter
- 1948 : Un million clé en main (Mr. Blandings builds his Dream House) d'Henry C. Potter
- 1948 : Le Grand Rodéo (Northwest Stampede) d'Albert S. Rogell
- 1948 : Champion malgré lui (Feudin', Fussin' and A-Fightin') de George Sherman
- 1949 : Le Champion (Champion) de Mark Robson
- 1949 : Cinq Millions dans une poubelle (Mr. Soft Touch) de Gordon Douglas et Henry Levin
- 1950 : Corruption (The Underworld Story) de Cy Endfield
- 1950 : Trois Petits Mots (Three Little Words) de Richard Thorpe
- 1950 : L'Engin fantastique (The Flying Missile) d'Henry Levin
- 1950 : Voyage sans retour (When Danger Lives) de John Farrow
- 1950 : La Cible humaine (The Gunfighter) d'Henry King
- 1950 : The Jackie Robinson Story d'Alfred E. Green
- 1950 : Fureur sur la ville (The Sound of Fury) de Cy Endfield
- 1950 : Singing Guns de R. G. Springsteen
- 1950 : The Killer That Stalked New York d’Earl McEvoy
- 1951 : Le Foulard (The Scarf) d'Ewald André Dupont
- 1952 : Vocation secrète (Boots Malone) de William Dieterle
- 1952 : Prisonniers du marais (Lure of the Wilderness) de Jean Negulesco
- 1952 : Le train sifflera trois fois (High Noon) de Fred Zinnemann
- 1953 : Le Mystère des bayous (Cry of the Hunted) de Joseph H. Lewis
- 1953 : Kansas Pacific  de Ray Nazarro
- 1953 : Jack Slade le damné (Jack Slade) d'Harold D. Schuster
- 1954 : Témoin de ce meurtre (Witness to Murder) de Roy Rowland
- 1954 : Seul contre tous (it) (Rails into Laramie) de Jesse Hibbs
- 1954 : La Tour des ambitieux (Executive Suite) de Robert Wise
- 1955 : Le Souffle de la violence (The Violent Men) de Rudolph Maté
- 1955 : Colorado Saloon (The Road to Denver) de Joseph Kane
- 1955 : Pour que vivent les hommes (Not as a Stranger) de Stanley Kramer
- 1955 : Le Doigt sur la gâchette (At Gunpoint) d'Alfred L. Werker
- 1955 : Les Implacables (The Tall Men) de Raoul Walsh
- 1956 : Écrit sur du vent (Written on the Wind) de Douglas Sirk
- 1956 : Celui qu'on n'attendait plus (Come Next Spring) de R. G. Springsteen
- 1957 : Bagarre à Apache Wells (Duel at Apache Wells) de Joseph Kane
- 1957 : Jicop le proscrit (The Lonely Man) d'Henry Levin
- 1957 : Le Carrefour de la vengeance (it) (Hell's Crossroads) de Franklin Adreon
- 1958 : Les Boucaniers (The Buccaneer) d'Anthony Quinn
- 1958 : La Soif du mal (Touch of Evil) d'Orson Welles
- 1959 : Le Géant du Grand Nord (Yellowstone Kelly) de Gordon Douglas
- 1961 : Amour sauvage (Wild in the Country) de Philip Dunne
- 1961 : Été et Fumées (Summer and Smoke) de Peter Glenville
- 1962 : Gypsy, Vénus de Broadway (Gypsy) de Mervyn LeRoy

### À la télévision (séries)
- 1955 : Alfred Hitchcock présente (Alfred Hitchcock presents), Saison 1, épisode 7 Breakdown d'Alfred Hitchcock
- 1956 : Le Monde merveilleux de Disney (The Wonderful World of Disney ou Disneyland), Saison 2, épisode 17 A Tribute to Joel Chandler Harris
- 1957 : Rintintin (Rin Tin Tin), Saison 4, épisode 6 Mother O'Hara's Marriage de William Beaudine
- 1958 : Monsieur et Madame détective (The Thin Man), Saison 1, épisode 16 The Scene Stealer
- 1958-1961 : Les Aventuriers du Far West (Death Valley Days), Saison 7, épisode 12 Old Gabe (1958) de George Archainbaud ; Saison 9, épisode 18 Deadline at Austin (1961)
- 1959-1961 : Les Incorruptibles (The Untouchables), Saison 1, épisode 4 L'Histoire de Bugs Moran (The George 'Bugs' Moran Story, 1959) ; Saison 2, épisode 14 Le Chef-d'œuvre (The Masterpiece, 1961) de Walter Grauman
- 1959-1962 : Rawhide, Saison 1, épisode 4 Incident of the Widowed Dove (1959) de Ted Post ; Saison 3, épisode 28 Incident of the Blackstorms (1961) de R. G. Springsteen ; Saison 4, épisode 13 The Long Count (1962) de Jesse Hibbs et épisode 27 The House of the Hunter (1962) de Tay Garnett
- 1960-1961 : Laramie, Saison 2, épisode 5 Ride into Darkness (1960) de Lesley Selander et épisode 15 Man from Kansas (1961) de Joseph Kane
- 1961 : Gunsmoke ou Police des plaines (Gunsmoke ou Marshal Dillon), Saison 6, épisode 23 About Chester
- 1961 : Maverick, Saison 5, épisode 3 The Golden Fleecing
- 1961-1962 : Lassie, Saison 8, épisode 6 The Winner (1961) de William Beaudine ; Saison 9, épisode 6 Fawn Patrol (1962) de William Beaudine
- 1963 : Le Virginien (The Virginian), Saison 2, épisode 14 Man of Violence de William Witney